# Wielkopolskie Muzeum Pożarnictwa w Rakoniewicach
Wielkopolskie Muzeum Pożarnictwa w Rakoniewicach – muzeum prezentujące archiwalia, sprzęt i wyposażenie związane z tematyką pożarniczą.

## Historia
Muzeum zostało otwarte 16 czerwca 1974 roku, dzięki staraniom władz lokalnych Rakoniewic, działaczy PTTK oraz Ochotniczej i Zawodowej Straży Pożarnej. Swoją siedzibę ma w zabytkowym zborze ewangelickim z 1763 roku. Od 1995 roku jest Oddziałem Zamiejscowym Centralnego Muzeum Pożarnictwa w Mysłowicach. Dzięki staraniom miejskich władz i Państwowej Straży Pożarnej w Poznaniu muzeum zostało poszerzone o znajdujący się obok budynek byłej szkoły.

## Zbiory
Muzeum posiada ok. 4 tysiące eksponatów, m.in. 26 sikawek konnych (lata 1776–1923), kolekcję hełmów i mundurów, motopompy (najstarsze z lat 30. XX w.), medale, plakaty, księgozbiór i 24 sztandary strażackie. Zabytkowe samochody strażackie i inny sprzęt ciężki prezentowane są na parterze i w pawilonach wystawienniczych, wśród nich dwa chevrolety z 1927 roku, bedford drabina z 1954 roku, Star 20 z 1953 roku i dwa magirusy.
W muzeum wystawiane są również eksponaty przekazane z miast partnerskich Rakoniewic z Niemiec, Danii, Holandii, Litwy, Belgii, Węgier, Ukrainy oraz Rosji.
W sierpniu 2010 roku muzeum wzbogaciło się o pierwszą w Polsce salę interaktywną – „Strażacy na ratunek przyrodzie”.